# Saturday Morning RPG
Saturday Morning RPG es un videojuego de rol creado por Mighty Rabbit Studios. El juego se lanzó por primera vez para iOS en abril de 2012 y fue distribuido para PC, Mac y Linux a través de Steam. También fue un título de lanzamiento para Ouya. En el juego, los jugadores controlan a Marty, un estudiante promedio de secundaria que obtiene un poder extraordinario a través de un cuaderno mágico que se asemeja a un Trapper Keeper. Este poder le permite utilizar objetos cotidianos en la batalla contra las fuerzas malignas de HOOD. A medida que los jugadores avancen en el juego, descubrirán nuevos objetos de batalla y enemigos. Mighty Rabbit Studios ha actualizado a Saturday Morning RPG desde su lanzamiento en 2012 - añadiendo dos nuevos episodios: To Bot or Not to Bot (Episodio 3) y Ho Ho HOOD (Episodio 4). El juego está impregnado de nostalgia ochentera (principalmente de la variedad de dibujos animados de los sábados por la mañana) - muchos de los enemigos y objetos de batalla se inspiran directamente en la cultura pop de la época.
Vince DiCola y su socio compositor Kenny Meriedeth proporcionaron la banda sonora del juego, con una aparición de Stemage como invitado.
El 15 de enero de 2018, se anunció que el juego llegaría a Nintendo Switch en la primavera de 2018.

## Jugabilidad
Saturday Morning RPG encaja en el subgénero japonés de los videojuegos de rol. En el juego, los jugadores controlan al personaje principal, Marty, y navegan por un mundo abierto luchando ocasionalmente contra los enemigos. Las batallas del juego se desvían de los sistemas estándar de los juegos de rol japoneses al dar al jugador cierto grado de control activo durante las batallas. Algunos ataques requieren ciertas condiciones adicionales para potenciarse y todos los ataques enemigos pueden bloquearse pulsando un botón en el momento adecuado. Mientras no están en combate, los jugadores pueden descubrir nuevos objetos para usar en las peleas, participar en una serie de misiones secundarias y ganar experiencia explorando los entornos. Los jugadores también podrán encontrar pegatinas esparcidas por el mundo, las cuales mejorarán su poder y podrán pegarse en su cuaderno. Estas pegatinas deben rascarse al comienzo de la batalla para desatar sus efectos.
La historia de Saturday Morning RPG está estructurada en episodios, como los dibujos animados en los que se inspira. Los episodios pueden jugarse y repetirse en cualquier orden, y las estadísticas u objetos conseguidos pueden transferirse entre episodios. Actualmente, hay cinco episodios de Saturday Morning RPG.

## Desarrollo
Saturday Morning RPG comenzó a desarrollarse en 2010 durante la sesión inaugural de Joystick Labs, una incubadora de desarrolladores de videojuegos. El desarrollo continuó durante casi dos años hasta su lanzamiento en 2012 en iOS. Dos años más tarde, el 29 de enero de 2014, el juego fue lanzado en Steam. Un quinto episodio del juego está actualmente en desarrollo, y los desarrolladores han anunciado planes para lanzar el juego en la Wii U. Un lanzamiento en disco físico del juego para PlayStation 4 y PlayStation Vita fue anunciado para ser lanzado el 29 de enero de 2016, disponible a través de la tienda en línea de Limited Run Games, que se especializa en lanzamientos físicos de juegos independientes para las plataformas de Sony. La versión física está limitada a 1980 copias en PlayStation 4 y 2500 copias en PlayStation Vita.

## Lanzamiento
Saturday Morning RPG fue lanzado inicialmente para iOS el 5 de abril de 2012.
El 29 de enero de 2016, el juego fue lanzado en copia física para PlayStation 4 y PlayStation Vita en cantidades limitadas. Se imprimieron 1.980 copias de la versión para PlayStation 4 y 2.500 copias de la versión para PlayStation Vita. Se vendieron y distribuyeron a través de la página web de Limited Run Games.
El juego llegó a Nintendo Switch de forma digital y física a través de Limited Run Games en la primavera de 2018.

## Recepción
En general, la versión para iOS de Saturday Morning RPG ha recibido críticas entre positivas y mixtas por parte de los críticos y publicaciones de juegos. Damien McFerran de Pocket Gamer le otorgó al juego un 9 de 10, afirmando que era un «homenaje a la cultura pop de los 80 y un título de rol legítimamente entretenido, Saturday Morning RPG es tan único como divertido». David Oxford de Slidetoplay afirmó que «incluso si te gusta el estilo de Saturday Morning RPG, las batallas pueden ser realmente duras y prolongadas». Slidetoplay publicó una actualización de su crítica en la que afirmaba que Mighty Rabbit Studios había resuelto muchos de sus problemas con la primera actualización de Saturday Morning RPG.
Las críticas de la versión para PC del juego han sido en general más positivas que las de la versión para iOS, y ZTDG le dio al juego una puntuación de 9 de 10 y un premio del editor.